# اهیوارا
اهیوارا (به انگلیسی: Ahiwara) یک منطقهٔ مسکونی در هند است که در چتیسگر واقع شده‌است.

## خصوصیات
اهیوارا ۱۸٬۷۴۴ نفر جمعیت دارد.